# Ionuț Andrei Șerban
Ionuț Andrei Șerban (Craiova, 9 marzo 1992) è un calciatore rumeno, centrocampista del Muscelul Câmpulung.

## Carriera

### Club
Il 6 gennaio 2016 viene acquistato a titolo definitivo dalla squadra rumena dell'Argeș Pitești.

## Statistiche

### Presenze e reti nei club
Statistiche aggiornate al 17 marzo 2021.
| Stagione                  | Squadra                   | Campionato                | Campionato | Campionato | Coppe nazionali | Coppe nazionali | Coppe nazionali | Coppe continentali | Coppe continentali | Coppe continentali | Altre coppe | Altre coppe | Altre coppe | Totale | Totale |
| Stagione                  | Squadra                   | Comp                      | Pres       | Reti       | Comp            | Pres            | Reti            | Comp               | Pres               | Reti               | Comp        | Pres        | Reti        | Pres   | Reti   |
| ------------------------- | ------------------------- | ------------------------- | ---------- | ---------- | --------------- | --------------- | --------------- | ------------------ | ------------------ | ------------------ | ----------- | ----------- | ----------- | ------ | ------ |
| 2011-2012                 | Chindia Târgoviște        | LII                       | 26         | 1          | CR              | 0               | 0               | -                  | -                  | -                  | -           | -           | -           | 26     | 1      |
| 2012-2013                 | Chindia Târgoviște        | LII                       | 22         | 1          | CR              | 0               | 0               | -                  | -                  | -                  | -           | -           | -           | 22     | 1      |
| Totale Chindia Târgoviște | Totale Chindia Târgoviște | Totale Chindia Târgoviște | 48         | 2          |                 | 0               | 0               |                    | -                  | -                  |             | -           | -           | 48     | 2      |
| 2013-feb. 2014            | Viitorul Costanza         | LI                        | 9          | 0          | CR              | 3               | 0               | -                  | -                  | -                  | -           | -           | -           | 12     | 0      |
| feb.-lug. 2014            | FCU Craiova               | LII                       | 7          | 0          | CR              | 0               | 0               | -                  | -                  | -                  | -           | -           | -           | 7      | 0      |
| gen-lug. 2016             | Argeș Pitești             | LIII                      | ?          | ?          | -               | -               | -               | -                  | -                  | -                  | -           | -           | -           | ?      | ?      |
| 2016-2017                 | Argeș Pitești             | LIII                      | ?          | ?          | -               | -               | -               | -                  | -                  | -                  | -           | -           | -           | ?      | ?      |
| 2017-2018                 | Argeș Pitești             | LII                       | 30         | 3          | CR              | 1               | 0               | -                  | -                  | -                  | -           | -           | -           | 31     | 3      |
| 2018-2019                 | Argeș Pitești             | LII                       | 30         | 5          | CR              | 0               | 0               | -                  | -                  | -                  | -           | -           | -           | 30     | 5      |
| 2019-2020                 | Argeș Pitești             | LII                       | 23         | 2          | CR              | 0               | 0               | -                  | -                  | -                  | -           | -           | -           | 23     | 2      |
| 2020-2021                 | Argeș Pitești             | LI                        | 24         | 3          | CR              | 1               | 0               | -                  | -                  | -                  | -           | -           | -           | 24     | 3      |
| Totale Argeș Pitești      | Totale Argeș Pitești      | Totale Argeș Pitești      | 107+       | 13+        |                 | 2               | 0               |                    | -                  | -                  |             | -           | -           | 109+   | 13+    |
| Totale carriera           | Totale carriera           | Totale carriera           | 171+       | 15+        |                 | 5               | 0               |                    | -                  | -                  |             | -           | -           | 176+   | 15+    |